# 長沢延子
長沢 延子（ながさわ のぶこ、1932年2月11日 - 1949年6月1日）は、日本の詩人である。群馬県桐生市出身。群馬県立桐生高等女学校（現・群馬県立桐生女子高等学校）卒業。姓の長沢は長澤とも表記される。

## 経歴
1932年（昭和7年）、群馬県桐生市で生まれる。父親は織物会社を営んでいた。延子には姉と兄がおり、のちに弟が生まれる。1936年（昭和11年）、延子が4歳のときに母親が胃癌で亡くなる。延子によれば、自分の一番最初の記憶は棺の中の母親の死に顔であるという。1938年（昭和13年）、桐生市西尋常小学校（1941年に桐生市西国民学校と改称）に入学、クラスで一番成績が良く、ずっと級長を務めた。1942年（昭和17年）、猩紅熱にかかり長く入院する。延子の手記によれば、この時期に間接的な自殺をくわだてたことがあるという。
1944年（昭和19年）、小学校を卒業し群馬県立桐生高等女学校に入学。この頃、今泉町にある伯父の元に移り住み、籍は入れないものの事実上の養女となる。養家は桐生の裕福なお召織屋であった。またこの頃、藤村、春夫、ヘッセなどの詩に惹かれ、自分でも詩を書くようになる。戦時中ということもあり学校教育は事実上停止となり、勤労動員の工場で働くようになり、1945年（昭和20年）8月15日の敗戦を聞いたのも工場であった。
1946年（昭和21年）、女学校3年ではバスケット部に所属した。授業をよくサボり、階段の踊り場に置かれた机の上に寝そべっては空を眺めるのを好んだ。1947年（昭和22年）、新制高等学校の設置が決まり旧制女学校が4年制から5年制に移行、女学校4年となった延子はバスケ部の県大会で負けたのち、バスケ部を引退する。
1948年、自殺した原口統三の遺著『二十歳のエチュード』を読むと強く感化され、自らを「原口病」であると称した。女学校5年となった延子は、文芸部に入部し、新聞部や社会部をつくり、映画部にも所属した。新聞部の活動として手書きの壁新聞をつくっては校内に貼って回った。1948年12月、日本青年共産同盟（青共）に加入した。1949年（昭和24年）3月15日、女学校を卒業。
3月26日に友人に死のうと思っていることを告げ服毒自殺を試みるが失敗、その後身辺整理をして、6月1日に服毒自殺を遂げた。戒名は美徳院温良妙延清大姉。亡くなる前に詩と手記を清書した5冊のノートを親友に託していた。
1965年（昭和40年）、家族と友人らにより遺稿集『海』が編纂され、500部自費出版された。詩人や作家に贈呈したところ評判を呼び、1968年に『友よ私が死んだからとて』の題名で天声出版より一般販売された。その後も1970年（昭和45年）に都市出版社、1983年（昭和58年）に出帆新社から刊行された。

## 再評価
2004年（平成16年）、日本大学芸術学部の中村文昭教授による詩のアンソロジーに取り上げられ、2008年（平成20年）には文芸雑誌『江古田文学 第68号』で長澤延子の特集が組まれた。翌年には福島泰樹の評論集『悲しみのエナジー　友よ、私が死んだからとて』（三一書房）が刊行され、長沢延子が取り上げられた。
2011年（平成23年）には、群馬県立土屋文明記念文学館で「夭折の詩人　長澤延子・中沢清展」が開催された。2015年（平成27年）には、作曲家の寺嶋陸也が母親の故郷である桐生の詩人ということで興味を持ち、桐生で活動している女声合唱団「あんさんぶるめい」のために延子の詩に曲をつけた。
2021年（令和3年）、皓星社より福島泰樹編による『長澤延子全詩集』が刊行、クリハラ冉による解題、新井淳一、澤地久枝による特別寄稿を収めている。

## 書誌情報
- 『友よ私が死んだからとて』 天声出版、1968年、全国書誌番号:68003813
- 『海 : 友よ私が死んだからとて 長沢延子遺稿集』 都市出版社、1970年、全国書誌番号:75002187
- 『友よ私が死んだからとて : 長沢延子遺稿集』 出帆新社、1983年、全国書誌番号:84033954
- 『長澤延子全詩集 = The complete poems of Nobuko Nagasawa:1932-1949』 皓星社、2021年、ISBN 9784774406251